# Ударник (Токмакский район)
Ударник (укр. Ударник) — село,
Кировский сельский совет,
Токмакский район,
Запорожская область,
Украина.
Код КОАТУУ — 2325281605. Население по переписи 2001 года составляло 467 человек.

## Географическое положение
Село Ударник находится на берегах реки Юшанлы,
ниже по течению на расстоянии в 1,5 км расположено село Грушевка.

## История
- 1818 год — дата основания как село Нейкирх. Основатели — 20 семей из Западной Пруссии.[2]
- В 1945 году переименовано в село Ударник[3].
- В 1950-х годах присоединено село Фриденсруэ (Малаховка)[2].

## Экономика
- «Ударник», ОАО.